# Paul Chmaroff
 (janvier 2010).
Paul Chmaroff (en russe : Павел Дмитриевич Шмыров, Pavel Dmitrievitch Chmyrov) est un peintre russe, né le 22 septembre 1874 à Voronej et mort le 2 juillet 1950 à Boulogne-Billancourt.

## Biographie
- 1886-1890 : étudie à l'école du district.
- 1893 : étudie à l’école gratuite de dessin de Voronej sous la direction de L.G. Soloviev.
- 1894 : auditeur libre à l’Académie impériale des Beaux-Arts de Saint-Pétersbourg, dans l’atelier de Répine.
- 1898 : Les Asphalteurs obtient le 1er prix de la Société d’encouragement des Artistes.
- 1899 : avec Malheur aux vaincus, il reçoit le titre de peintre, la médaille d’or et une bourse d’études à l’étranger.
- 1900-1902 : voyage à Vienne, Rome, Florence, Venise, Munich et Paris.
- 1900-1910 : exécute les portraits de la Grande-duchesse Maria Pavlovna, du comte Moussine-Pouchkine, du prince Youssoupoff, du ministre de la guerre Kouropatkine, de l'éditeur Souvorine, du tsar Nicolas II.
- 1904 : voyage en Espagne avec Koustodiev. Son tableau La Parisienne obtient la médaille d’or à l’exposition universelle de Saint Louis, États-Unis.
- 1905 : En attendant le train reçoit le 1er prix Alexandre III de la Fondation A. I. Kouïndji, L'Année 1812 le 2e prix à l'exposition universelle de Liège.
- 1914 : travaille à la commission d'acquisition des tableaux pour les musées de province de la Fondation A. I. Kouïndji.
- 1916 : reçoit le titre d’académicien, préside le comité de l'Exposition de printemps dans les salles de l'académie de peinture, part pour le front et exécute 30 dessins sur le thème de la guerre.
- 1917 : première exposition de tableaux, études et esquisses de la Fondation A. I. Kouïndji.
- 1919 : première exposition nationale libre d'œuvres d'art.
- 1922 : 16e exposition de l'Union des artistes russes.
- 1928 : première exposition personnelle, galerie Charpentier, Paris. Exposition d’Art Russe, Bruxelles.
- 1930 : expositions d’Art Russe, Belgrade, Berlin.
- 1931 : exposition à Galerie d’Alignan, Paris.
- 1932 : exposition d'Art russe à Galerie de la Renaissance, Paris.
- 1946 : exposition « Hommage à la Victoire », Union des patriotes soviétiques, Paris.
- 1950 : meurt à Boulogne Billancourt le 2 juillet.
- 1955 : exposition rétrospective à la Galerie Charpentier.
- 2009 : exposition Paul Chmaroff à Art Élysées.